# Rödnäbbad vimpelkolibri
Rödnäbbad vimpelkolibri (Trochilus polytmus) är en fågel i familjen kolibrier.

## Utbredning och systematik
Arten förekommer på Jamaica. Tidigare betraktades svartnäbbad vimpelkolibri (T. scitulus) som en underart till polytmus.

## Status
Arten har ett litet utbredningsområde och dess beståndsutveckling är oklar. Den tros dock inte vara hotad. IUCN kategoriserar arten som livskraftig.

## Bilder

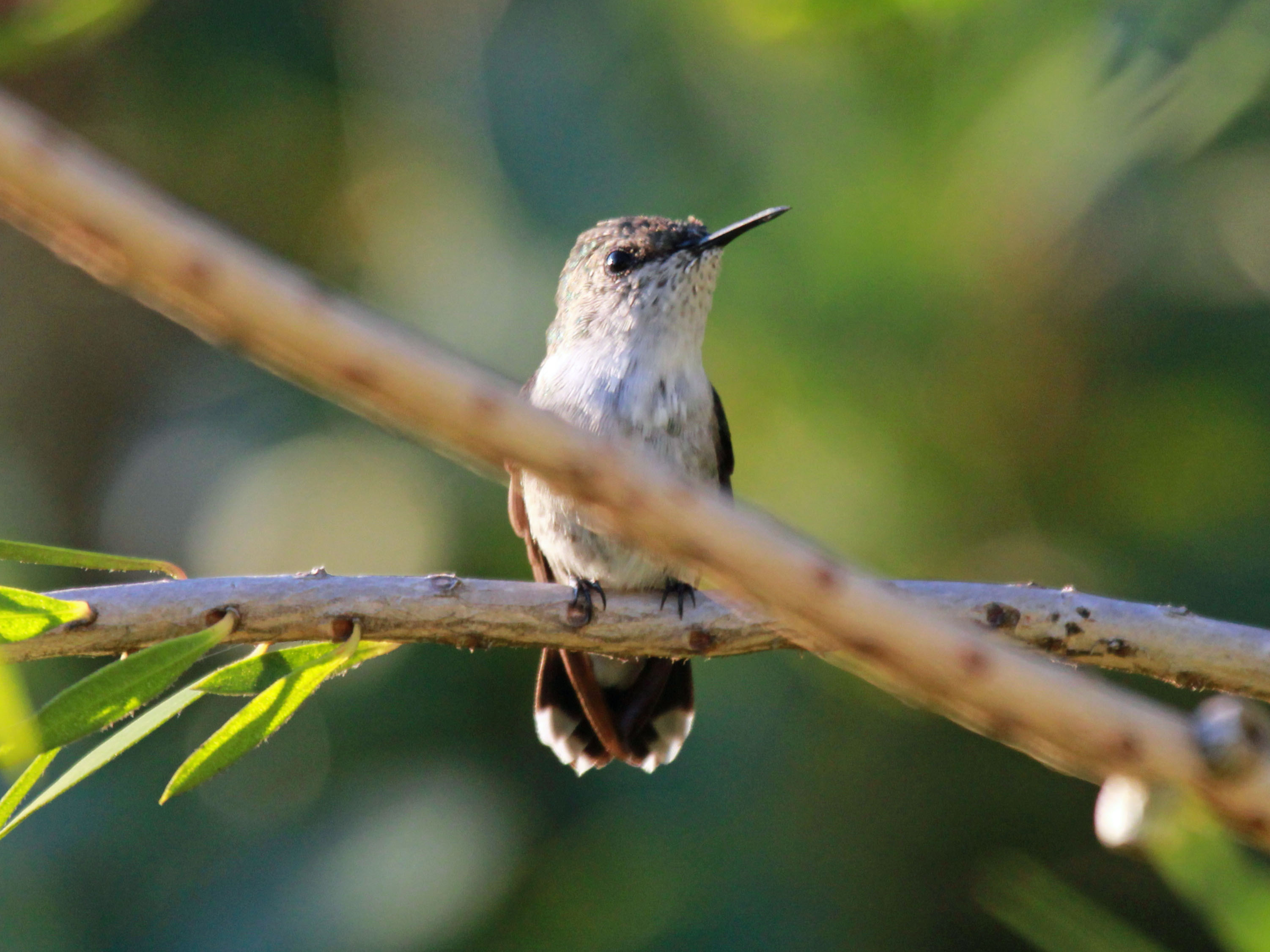
Hona
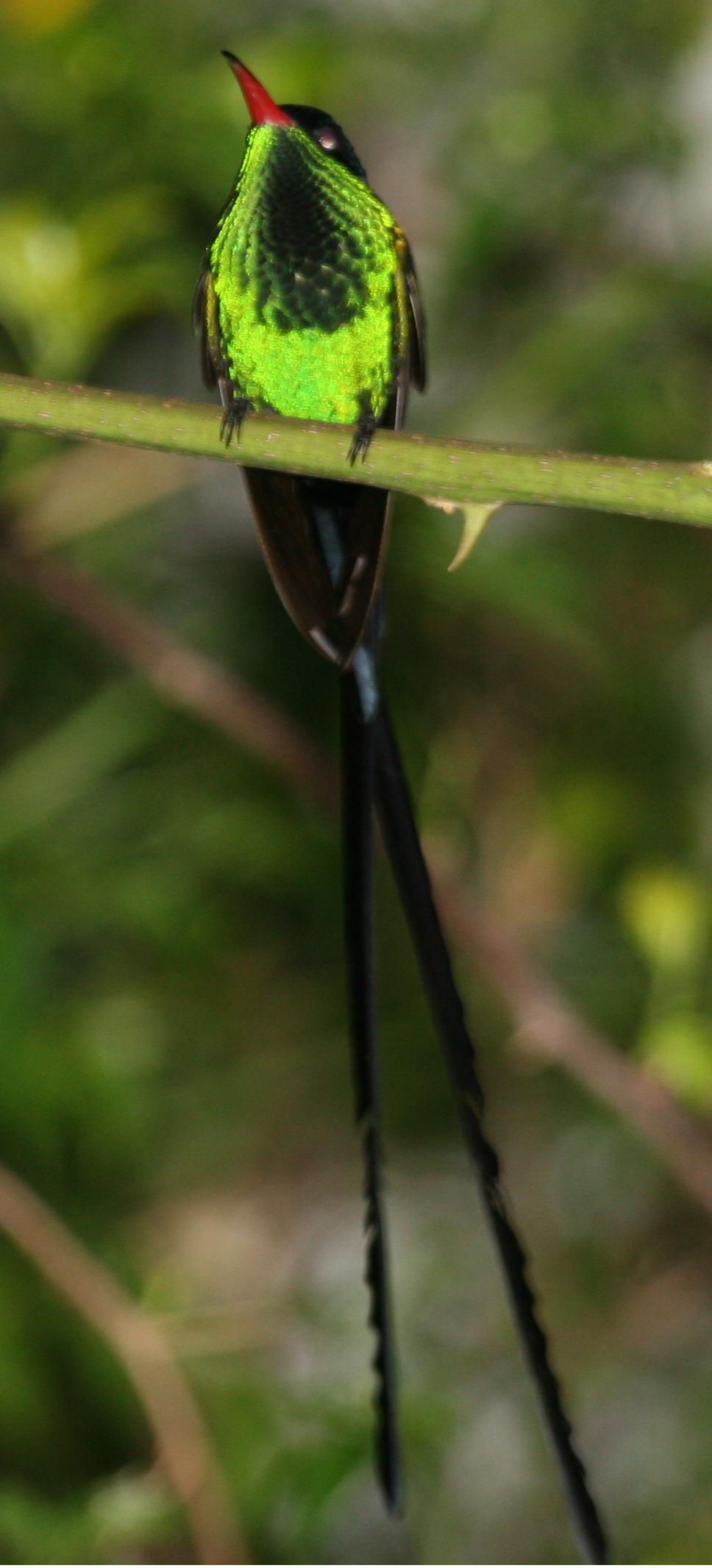
Hane
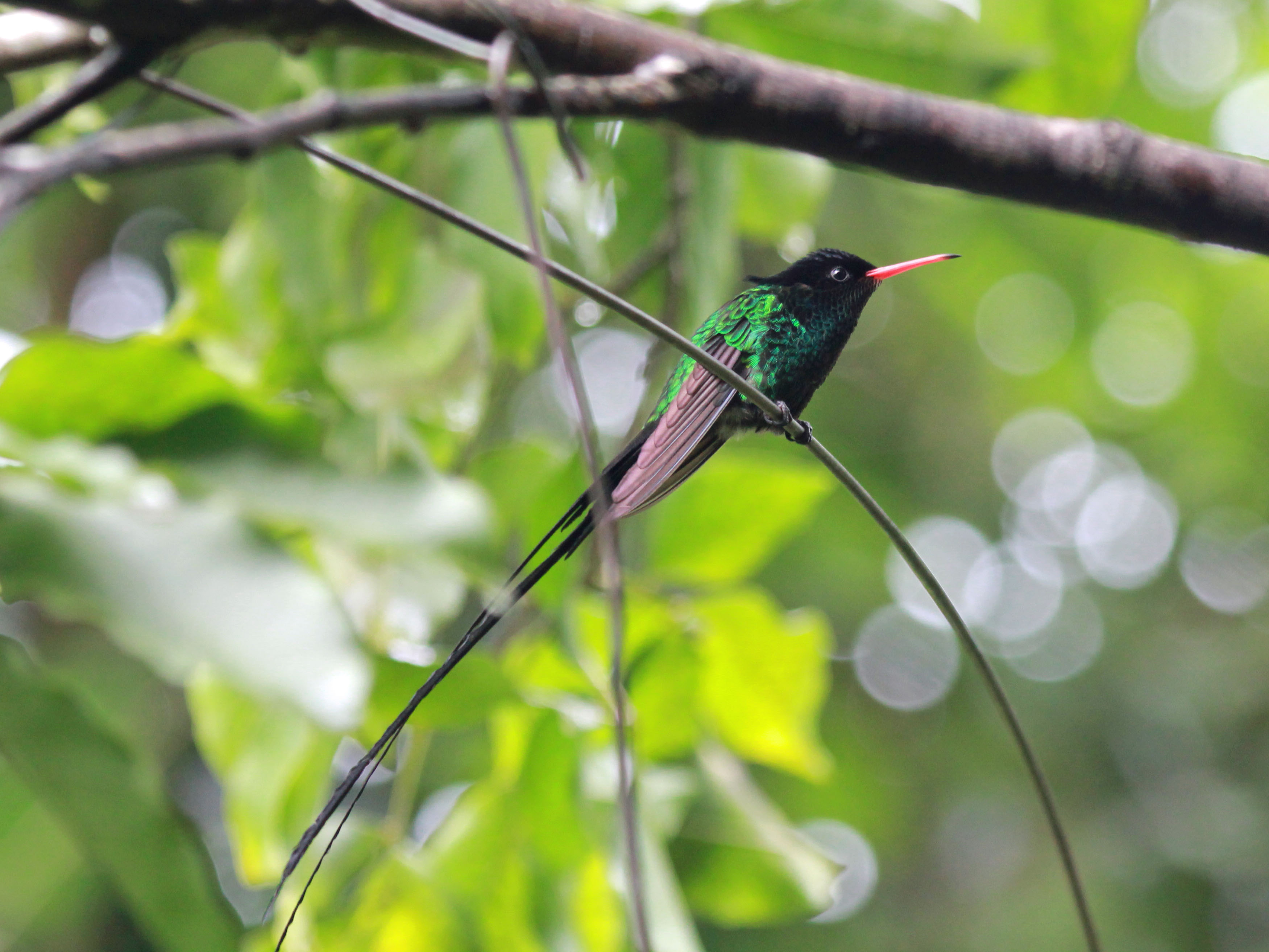